# Freund Mihály
Freund Mihály (Budapest, 1889. május 25. – Budapest, 1984. május 12.) Kossuth-díjas vegyészmérnök, egyetemi tanár, a kémiai tudomány doktora, a Magyar Tudományos Akadémia rendes tagja. A magyarországi petrolkémia úttörő jelentőségű kutatója, két évtizeden keresztül az általa alapított Magyar Ásványolaj- és Földgázkísérleti Intézet igazgatója (1948–1969).

## Életútja
Budapesten született Freund Fülöp (1850–1907) kereskedő és Wagner Emília gyermekeként. Felsőfokú tanulmányait vegyészmérnöki oklevele megszerzésével 1911-ben fejezte be a budapesti Királyi József Műegyetemen. 1911–1912-ben a Karlsruhei Műszaki Egyetemen ösztöndíjasként képezte tovább magát Carl Engler ipari kémiai laboratóriumában. Hazatérve 1913-ban műszaki doktori diplomáját is megszerezte. 1914-től egy évtizeden keresztül, 1924-ig a Magyar Petróleumipar Rt. előbb beosztott, később üzemvezető mérnökeként dolgozott. Időközben, az első világháború idején a Monarchia hadügyminisztériumának bécsi szintetikusgumi-kísérleti állomásán teljesített katonai szolgálatot, 1916–1917-ben mint a telephely vezetője. 1924-ben az Óbudai Vegyiműveknél helyezkedett el vezető mérnökként. 1924-ben házasságot kötött Budapesten Tibold Sándor és Lichtschein Sarolta lányával, Annával. 1926-ban munkahelyét otthagyva önállósodott, s a következő két évtizedben, 1948-ig különböző kőolaj-ipari és ipari kémiai megbízásokat vállalt tanácsadó-szakértő vegyészmérnökként.
1946-ban a kőolajipar és termékei című tárgykör magántanárává habilitált a budapesti műegyetemen. 1948-tól 1969. évi nyugdíjazásáig az általa létrehozott Magyar Ásványolaj- és Földgázkísérleti Intézet igazgatói tisztét látta el. Ezzel egyidejűleg, 1950–1951-ben címzetes nyilvános rendkívüli tanári címmel tartott kőolaj-kémiai előadásokat a műegyetemen, 1952-ben pedig megvédte doktori disszertációját, ezzel a kémiai tudomány doktora lett. 1964-től nyugdíjazásáig címzetes egyetemi tanárként oktatott a fővárosi műegyetemen.

## Munkássága
Tudományos munkássága fő vonulatában a kőolajkémia, a petrolkémia, a kőolaj-feldolgozás ipari kémiai, analitikai módszerei és technológiai vonatkozásai álltak. Világviszonylatban első ízben vetette fel a földgáz szállíthatóságát cseppfolyósított formában (1934), s Magyarországon elsőként végzett motorkenőolajokon üzemközi tapadási, fáradási, illetve adagolási kísérleteket. Kidolgozta kenőolajak, mosószerek stb. ásványolajból történő előállításának vegyi technológiáját. Emellett vizsgálta a metán acetilénhez vezető hőbontását (parciális oxidáció), az olefinek oxoszintézisének problematikáját, a benzin pirogén bomlásának nyersanyagait és melléktermékeit. A második világháborút követően nagy szerepet játszott a hazai bitumenipar fejlesztésében, az első petrolkémiai üzemegység létesítésében, a nagylengyeli nyersolaj ipari bevezetésében.
1964 és 1970 között főszerkesztőként gondozta a Kőszén- és Kőolajipari Anyagismereti Monográfiasorozatnak az Akadémiai Kiadónál megjelenő köteteit.

### Társasági tagságai és elismerései
Tudományos eredményei elismeréseként 1948-ban a Magyar Tudományos Akadémia levelező, 1954-ben rendes tagjává választották, tagja volt az MTA műszaki kémiai, illetve szerves kémiai bizottságának. 1946 után elnöke, majd tiszteletbeli örökös elnöke volt a Magyar Kémikusok Egyesülete ásványolaj- és petrolkémiai szakosztályának. 1947-től ugyancsak elnökként irányította a Magyar Szabványügyi Hivatal kőolajtermék-, majd motorhajó- és motorkenőolaj-bizottságának munkáját.
Nemzetközi elismertségét tanúsítja, hogy tiszteleti tagja volt az NDK Kémiai Társaságának és a düsseldorfi Tribológiai és Kenéstechnikai Társaságnak, külső tagja az Osztrák Kőolaj-tudományi Társaságnak<!—(Österreichische Gesellschaft für Erdölwissenschaften)-->, valamint az Amerikai Kémiai Társaságnak.
Tudományos munkássága elismeréseként 1950-ben a Kossuth-díj ezüst fokozatát vehette át, 1959-ben pedig Wartha Vince-emlékérmet kapott. 1972-ben a Budapesti Műszaki Egyetem díszdoktorává avatták, 1978-ban pedig az országban elsőként vehetett át műszaki doktori vasdiplomát. Emellett díjazottja volt a Magyar Munka Érdemérem ezüst fokozatának (1949), a Szocialista Munkáért érdeméremnek (1959) a Munka Érdemrendnek (1959), a Munka Érdemrend arany fokozatának (1964, 1969, 1974), a Felszabadulási Jubileumi Emlékéremnek (1970), a Magyar Népköztársaság Zászlórendjének (1979) és babérkoszorúval ékesített Zászlórendjének (1984).

## Főbb művei
- A repülőbenzin: A repülőbenzinek gyártása, tulajdonságai és felhasználása. Budapest: Gergely. 1942.
- Az ásványolaj ipar legújabb gyártási módszerei. Budapest: Egyetemi ny. 1947.
- A földgáz. Budapest: Művelt Nép. 1951.
- Alifás szénhidrogének gyártása nyersanyagul a szerves vegyipar számára. Budapest: Nehézipari. 1951.
- A kőolaj. Budapest: Művelt Nép. 1954.